# Заречье (Рогачёвский район)
Заречье (бел. Зарэчча) — агрогородок в Старосельском сельсовете Рогачёвского района Гомельской области Белоруссии.

## География

### Расположение
В 13 км на север от Рогачёва, 2 км от железнодорожной станции Старосельский (на линии Могилёв — Жлобин), 134 км от Гомеля.

### Гидрография
На реке Добрица (приток реки Днепр).

## Транспортная сеть
Транспортные связи по просёлочной, затем автомобильной дороге Старое Село — Рогачёв. Планировка состоит из прямолинейной меридиональной улицы, застроенной деревянными и кирпичными крестьянская усадьбами. В 1986 году построено 50 кирпичных, коттеджного типа, домов в которых разместились переселенцы из мест загрязнённых радиацией в результате катастрофы на Чернобыльской АЭС.

## История
Согласно письменным источникам известен с XIX века как селение в Кистенёвской волости Рогачёвского уезда Могилёвской губернии. В 1930 году организован колхоз. Во время Великой Отечественной войны 6 жителей погибли на фронте. Согласно переписи 1959 года в составе подсобного хозяйства районного объединения «Сельхозхимия» (центр — деревня Станьков). Расположены библиотека, детские ясли-сад, Дом культуры.
В 2011 году посёлок Заречье преобразован в агрогородок.

## Население

### Численность
- 2004 год — 304 хозяйства, 906 жителей.

### Динамика
- 1959 год — 84 жителя (согласно переписи).
- 2004 год — 304 хозяйства, 906 жителей.